# Állítólag…
Az Állítólag… (eredeti címén: MythBusters, magyar tükörfordításban: mítoszirtók, mítoszrombolók, legendairtók) általában az Egyesült Államokbeli San Franciscóban, egyébként Amerika-szerte forgatott televíziós sorozat. Célja, hogy különböző hiedelmeket, „legendákat” tudományos eszközökkel megvizsgáljon és a kapott eredmények alapján elvessen, lehetségesnek nyilvánítson vagy megerősítsen. Ennek érdekében az adott mítosz vagy legenda megvizsgálása után minden rendelkezésre álló eszközzel igyekeznek azt lehetőleg az eredeti történet alapján bebizonyítani avagy megcáfolni. Az adott témában bebizonyított vagy megcáfolt tények három csoportba sorolhatóak:
Plausible - előfordulhat (de nem bizonyított, vagy kicsi az esélye)
Busted - Megcáfolva (Teljesen kizárt, hogy megtörténjen)
Confirmed - Megtörtént, vagy 100%-os a valószínűsége.

## Kezdetek
A sorozat első változatát 2002-ben készítette a Discovery Channelnek az ausztrál Beyond Productions cég Peter Rees nevű producere. A címe ekkor még Tall Tales or True (Mendemonda vagy igaz?) volt. Ezután a csatorna újabb három pilot epizódot kért. Rees ekkor Jamie Hynemant kérte fel a műsor vezetésére, akivel korábban interjút készített a BattleBots című műsor készítésekor. Hyneman társműsorvezetőnek felkérte Adam Savage-t, mivel – Savage szerint – úgy érezte, ő egyedül nem elég érdekes személyiség, hogy elvigye a műsort. Savage korábban együtt dolgozott Hynemannel.

## A műsorról
Egy epizód 50 perces, és általában két vagy három témával foglalkozik. Ezeket a 2-12. évad között gyakran elosztották a műsorvezetők és az „építő csapat” között. Készülnek rendhagyó epizódok is, amelyekben egy bizonyos témát járnak körbe, a nézők leveleire reagálnak, vagy betekintést engednek a kulisszák mögé. Olykor előfordul, hogy egy adott mítoszt újra megvizsgálnak, és a nézőktől kapott információk alapján más módon bizonyítják vagy cáfolják azt..
A sorozatot Magyarországon a Discovery Channel és a Discovery Science, Németországban az RTL vetíti, Nagy-Britanniában a BBC 2 programján látható.

## Szereplők
A két műsorvezető Adam Savage és Jamie Hyneman. A második szezontól kezdve szerepet kapott egy másik csapat is, a Build Team. Kezdetben Adamet és Jamie-t segítették, később önállóan is vizsgálták a mítoszokat. A második évadban szerepelt még Christine Chamberlain, aki a Discovery pályázatán nyerte el a lehetőséget. Szerepel továbbá Buster, a többször újjáépített tesztbábu, akit robbantásoknál és egyéb veszélyes dolgoknál használnak. Tíz év után, 2014. augusztus 21-én bejelentették, hogy Kari Byron, Grant Imahara és Tory Belleci elhagyja az Állítólag… csapatát. „A következő évadban visszatérünk a kezdetekhez, amikor még csak Adam volt és én” – nyilatkozta Jamie Hyneman.
- Adam Savage (1. évadtól)
- Jamie Hyneman (1. évadtól)
- Kari Byron (2-12. évad)
- Tory (Salvatore) Belleci (2-12. évad)
- Grant Imahara (3-12. évad)
- Scottie Chapman (a 3. évadig rendszeresen, utána még néhányszor vendégszerepelt)
- Christine Chamberlain (2. évad)
- Buster (a töréstesztbábu) (1-10. évad)
- Új Buster (az új töréstesztbábu) (11. évadtól)